# Distrito de Vallières
El distrito de Vallières (en francés arrondissement de Vallières; y en criollo haitiano: awondisman Valyè) es una división administrativa haitiana, que está situada en el departamento de Noreste.

## División territorial
Está formado por el reagrupamiento de tres comunas:
- Carice
- Mombin-Crochu
- Vallières